# Soromon no gishō
Pour la série télévisée sud-coréenne, voir Solomon's Perjury (série télévisée).
Pour plus de détails, voir Fiche technique et Distribution.
Soromon no gishō (ソロモンの偽証) est un thriller japonais réalisé par Izuru Narushima d'après un roman de Miyuki Miyabe et sorti en 2015. Le film est sorti en deux parties : Suspicion le 7 mars 2015 et Jugement le 11 avril 2015.

## Synopsis
L'histoire se déroule à la suite de la mort d'un élève. Très vite la thèse du suicide est privilégiée alors qu'au sein de l'école le sujet fait débat. Une lettre anonyme circule accusant certains élèves de l'avoir tué, pourtant l'établissement et la police persistent à croire au suicide. Mais peu à peu l'école sombre dans un chaos médiatique où les adultes semblent inefficaces.

## Fiche technique
- Titre : Soromon no gishō
- Titre original : ソロモンの偽証
- Titre anglais : Solomon's Perjury
- Réalisation : Izuru Narushima
- Scénario : Miyuki Miyabe
- Musique : Gorō Yasukawa
- Photographie : Jun'ichi Fujisawa
- Montage :
- Production : Fumitsugu Ikeda et Takashi Yajima
- Société de production : Kinoshita Group, Hakuhodo DY Media Partners, Asahi shinbun, Gyao, KDDI Corporation et Shōchiku
- Pays :  Japon
- Genre : Thriller
- Durée : 121 minutes
- Dates de sortie : 
  - 1ère partie
    -  Japon : 7 mars 2015

  - 2ème partie
    -  Japon : 11 avril 2015

## Distribution
- Ryōko Fujino : Ryoko Fujino
- Mizuki Itagaki : Kazuhiko Kanbara
- Anna Ishii : Juri Miyake
- Hiroya Shimizu : Shunji Ooide
- Miu Tomita : Matsuko Asai
- Kōki Maeda : Kenichi Noda
- Ayumu Mochizuki : Takuya Kashiwagi
- Reika Nishihata : Mariko Kurata
- Jay Wakabayashi : Yukio Sakisaka
- Naritada Nishimura : Kosei Inoue
- Mikio Katō : Yutaro Hashida
- Shin Ishikawa : Mitsuru Iguchi
- Kuranosuke Sasaki (en) : Tsuyoshi Fujino
- Yui Natsukawa : Kuniko Fujino
- Hiromi Nagasaku : Mirai Miyake
- Haru Kuroki : Emiko Moriuchi
- Fumiyo Kohinata : Masao Tsuzaki
- Machiko Ono : Ryoko Fujino adulte
- Tokihide Wakabayashi : Yukio Sakisaka
- Tamae Andô : Takagi
- Yutaka Matsushige : Teacher Kitao
- Hôka Kinoshita : Houka Kinoshita
- Miwako Ichikawa : Minae Kakiuchi
- Sōtarō Tanaka : Etsuo Mogi
- Tomoko Tabata : Reiko Sasaki
- Nobue Iketani : Toshie Azai
- Muga Tsukaji : Yohei Tsukaji
- Karen Iwata : Saori Kawahara
- Noriko Eguchi : Sachiko Ode
- Hajime Inoue : le principal Okano
- Yūya Takagawa : Masaru Oide
- Miho Nakanishi : Ozaki, l'infirmière de l'école
- Ichirōta Miyakawa : Noriyuki Kashiwagi
- Kyūsaku Shimada : Ryosuke Kono
- Kimiko Yo : Motoko Ueno

## Distinctions
- Nikkan Sports Film Award 2015 : meilleur film